# Enzo Provenzale
Pour les articles homonymes, voir Provenzale.
Enzo Provenzale est un réalisateur, scénariste et producteur italien.

## Filmographie partielle

### Comme réalisateur
- 1959 : Vent du sud